# Prince Regent-folyó
A Prince Regent-folyó Nyugat-Ausztrália Kimberley régiójában található. 
A folyó fő ága a Caroline-hegységben ered, a Mount Agnes hegy mellett, majd északnyugati irányban folytatja útját. A folyó útja során a Prince Regent Nature Reserve területén halad keresztül, majd a King-vízesésen lezúdulva eljut a Saint George-medence területére és végül Hanover Bay-nél éri el az Indiai-óceánt. 
A folyó egyedülálló módon útjának döntő többségén egy törésvonalat követ.
A Prince Regent-folyónak hat mellékfolyója van, melyek a következők: a Quail Creek, a Youwanjela Creek, a Womarama Creek és a Pitta Creek.
A folyónak 1820-ban Philip Parker King adott nevet, aki az első európai volt, aki felfedezte e vízfolyást a Mermaid hajó legénységével közösen. Ezt a folyót a hannoveri hercegről, a későbbi IV. György brit királyról nevezte el.
Az első európaiak által alapított települést a vidéken Joseph Bradshaw alapította 1890-ben unokaöccsével, Aeneas Gunnal közösen, melyet  Mariguinak neveztek el. 1891-ben felfedezték a Bradshaw sziklarajzokat a területen. A hittérítői vállalkozás ugyan sikertelennek bizonyult, ám Gunn megírta a Pioneering in Northern Australia című könyvét.
A folyót 1901-ben meglátogatta Frederick Brockman földmérő is, aki egy expedíció tagjaként jutott el e területre. A vidék eredeti tulajdonosai a worora népcsoport tagjai voltak. A folyóban 18 édesvízi halfaj él.

## Fordítás
Ez a szócikk részben vagy egészben  a   Prince Regent River című angol Wikipédia-szócikk ezen változatának fordításán alapul.  Az eredeti cikk szerkesztőit annak laptörténete sorolja fel. Ez a jelzés csupán a megfogalmazás eredetét és a szerzői jogokat jelzi, nem szolgál a cikkben szereplő információk forrásmegjelöléseként.